# Milton Browne
Milton Browne, född 1 juni 1976, är en friidrottare från Barbados. Han deltog vid olympiska sommarspelen 2000.